# Kasbah d'Essaouira
Pour les articles homonymes, voir Kasbah (homonymie).
La kasbah d'Essaouira est le quartier le plus ancien et le cœur historique de la ville marocaine d'Essaouira. Elle se situe dans la médina qui est inscrite depuis 2001 au patrimoine mondial de l'Unesco.
Elle a été édifiée en 1764, sous le règne du sultan alaouite Sidi Mohammed ben Abdallah.